# Уокиша (окръг, Уисконсин)
Окръг Уокиша (на английски: Waukesha County) е окръг в щата Уисконсин, Съединени американски щати. Площта му е 1502 km², а населението – 380 629 души (2008). Административен център е град Уокиша.